# فيلوبي ديل بينيدس
بلدية بيلوبي ديل بينيديس (بالكاتالانية: Vilobí del Penedès) هي إحدى بلديات مقاطعة برشلونة، والتي تقع في منطقة كاتالونيا، شرق إسبانيا.
يبلغ عدد سكانها 1.071 نسمة وفقاً لإحصائية سنة (2007).